# 7 Aurelius
7 Aurelius es un cantante de R&B, además de compositor y productor, perteneciente a Murder Inc..
Sus producciones más famosas fueron I'm Real (Remix) de Jennifer López, Always On Time de Ja Rule, y Foolish de Ashanti. También ha colaborado cantando en el tema de LL Cool J, Hush, y alguna participación con Ashanti.
7 ha recibido el premio ASCAP por su trabajo de compositor.
- Datos: Q1402028
- Multimedia: Channel 7 (musician) / Q1402028